# 法起寺

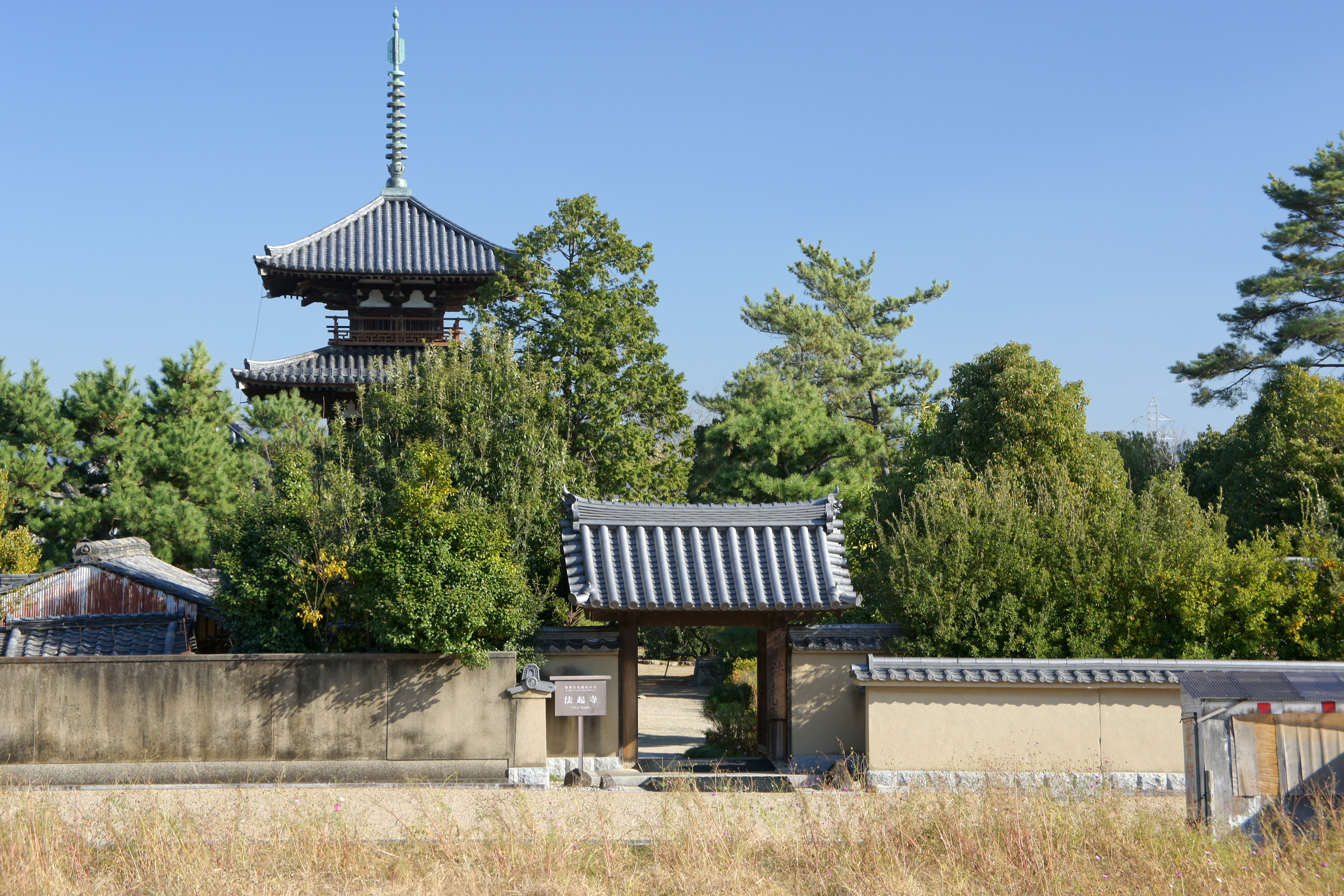
西門前

法起寺（ほっきじ、ほうきじ）は、奈良県生駒郡斑鳩町岡本にある聖徳宗の寺院。山号は岡本山。本尊は十一面観音。古くは岡本寺、池後寺（いけじりでら）とも呼ばれた。聖徳太子建立七大寺の一つに数えられることもあるが、寺の完成は太子が没して数十年後のことである。「法隆寺地域の仏教建造物」の一部として世界遺産に登録されている。

## 寺号
寺名は20世紀末頃までの文献では「ほっきじ」と読んでいたが、現在、寺側では「ほうきじ」を正式の読みとしている。これは、法起寺が法隆寺とともに世界遺産に登録されるにあたり、「法」の読み方に一貫性が欲しいという理由により、高田良信法隆寺管長により、「ほうきじ」を正式とする、という判断がされたためである。長年の親しみもあり、今でも「ほっきじ」と読む人は多い。

## 歴史

### 創建
世界遺産・法隆寺が所在する斑鳩（いかるが）の里には、法起寺のほか、法輪寺、中宮寺など、創建年代が7世紀にさかのぼる古代寺院が存在し、この地が早くから仏教文化の栄えた地であったことがわかる。法起寺は法隆寺東院の北東方の山裾の岡本地区に位置する。この地は聖徳太子が法華経を講じた「岡本宮」の跡地といわれ、太子の遺言により子息の山背大兄王（やましろのおおえのおう）が岡本宮を寺に改めたのが法起寺の始まりと伝えられている。
その後、舒明天皇10年（638年）に福亮僧正が弥勒像と金堂を造立し、慶雲3年（706年）に恵施僧正が三重塔を建立している。
天平19年（747年）の『法隆寺縁起』には「聖徳太子建立七寺」の一として「池後尼寺」が挙げられている。この池後尼寺が法起寺と同一寺院であることを示す最古の資料は宝亀2年（771年）の『七代記』（四天王寺の僧教明の撰）で、そこには「法起寺、時の人喚（よ）びて池後寺とす」（原文漢文）とある。一方、この寺には「岡本寺」という呼び名もあり、天平勝宝2年（750年）の「造東大寺司牒案」（正倉院文書）に「岡本寺」とあるのがもっとも早い例である。9世紀成立の仏教説話集『日本霊異記』（『日本現報善悪霊異記』）には「大和国平群郡鵤村岡本尼寺」の観音像にまつわる霊験譚を載せるが、そこには岡本尼寺は聖徳太子の住んだ宮を寺に改めたものだとある。このことから、岡本寺が鵤村（いかるがむら）にあったこと、「聖徳太子の宮を寺に改めた」という創建縁起が9世紀の時点で流布していたことがわかる。

### 旧伽藍と前身建物
創建当時の建築で現存するものは三重塔のみであるが、1960年（昭和35年）以降実施された境内の発掘調査によって金堂跡・講堂跡が検出され、中門についても瓦積基壇の跡が検出され、創建当時の伽藍配置が判明した。旧伽藍は、金堂と塔が左右（東西）に並び、法隆寺西院の伽藍配置と似るが、法隆寺とは逆に金堂が西、塔が東に建つもので、このような形式を「法起寺式伽藍配置」と称している。
また、発掘調査の結果、旧伽藍建立以前にさかのぼる掘立柱（礎石を据えず、地面に掘った柱穴に柱を立てる）建物の遺構や石敷の雨落溝が検出されたことから、法起寺創建以前に何らかの前身建物が存在したことは確認されており、これが岡本宮ではないかと推定されている。法起寺の旧伽藍は南を正面とし、南北の中心軸に沿って建てられていたが、前身建物や溝は南北の軸線より西に約20度傾いた軸線に沿って造られている。建物の中心軸が西に約20度傾いている点は、法隆寺の前身である若草伽藍跡とも共通する。

### 「法起寺露盤銘」
三重塔の建立時期、および寺の建立経緯については、鎌倉時代の記録の顕真の『聖徳太子伝私記』に引用されている「法起寺三重塔露盤銘」という史料がよりどころとなっている。それによれば、聖徳太子は、推古天皇30年（622年）、臨終に際し山背大兄王に遺言して、岡本宮を寺に改められることを命じた。十数年後の舒明天皇10年（638年）、福亮僧正なる人物によって弥勒仏を本尊とする金堂が建て始められた。塔は恵施僧正によって天武天皇13年（684年）に起工、慶雲3年（706年）に至って完成したという。発願から塔の完成までには80年以上を要したことになる。『聖徳太子伝私記』所収の「法起寺三重塔露盤銘」については、文意の通らない部分があり、露盤の実物が現存しないこともあって、建築史学者の関野貞（1868年 - 1935年）などが偽作説を唱えた。これに対し、会津八一は1931年（昭和6年）、「法起寺塔露盤銘文考」という論文の中で、史料批判的見地から『聖徳太子伝私記』が露盤銘の文字を誤写している点を指摘し、銘文の復元案を提出した。この会津の読解によって、露盤銘は信頼できる史料と認められるようになった。建築様式の点からも、法起寺塔を慶雲3年（706年）頃の完成と見るのは妥当とされている。

### 奈良時代以降
奈良時代はかなり栄えていた法起寺であるが、平安時代には衰微し法隆寺の傘下に入ってしまう。鎌倉時代には三重塔や講堂が修理されているが、室町時代にはまたも衰微しはじめ、江戸時代に入ると三重塔を残すのみとなっていた。
延宝6年（1678年）には真政圓忍とその弟子たちによって三重塔が修復され、元禄7年（1694年）には講堂が再建されている。文久3年（1863年）、聖天堂を建立している。
明治維新によって所属する宗派が真言宗となったが、1882年（明治15年）には法隆寺や興福寺と共に法相宗として独立し、法相宗の小本山となった。1950年（昭和25年）に法隆寺が独立して聖徳宗を設立すると、法起寺も聖徳宗に宗旨を改めている。

## 三重塔

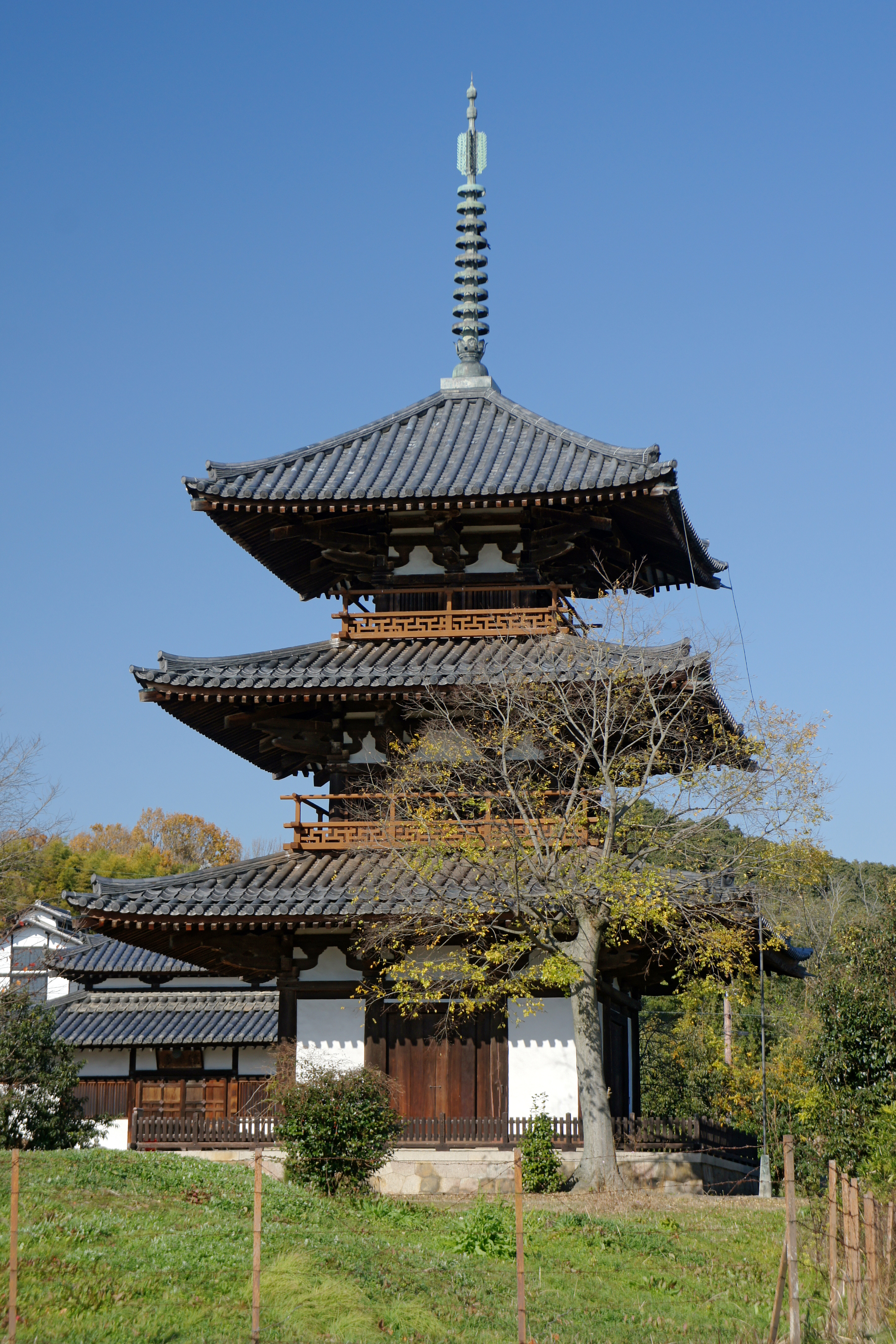
三重塔

国宝。建立時期については前述のとおり慶雲3年（706年）頃の完成とみなされている。高さ24メートルで、三重塔としては日本最古である。また、特異な形式の薬師寺東塔を除けば、日本最大の三重塔と言われている。日本の木造塔は方三間（正側面のいずれにも柱が4本並び、柱間の数が3つになるという意味）が原則だが、この塔は初層・二層の柱間が3間、三層の柱間が2間という特殊な形式になる。ほぼ同時代の法隆寺五重塔も最上部の五層の柱間を2間としており、法隆寺五重塔の初層・三層・五層の大きさが法起寺三重塔の初層・二層・三層にほぼ等しいことが指摘されている。心礎は、法隆寺五重塔や中宮寺塔跡の心礎が地中深く据えられているのに対し、法起寺では基壇の版築の途上で据えられており、これは法隆寺塔などより時代が新しいことを意味する。
この塔は江戸時代の延宝年間（1673年 - 1681年）の修理で大きく改造され、この時、三重の柱間も2間から3間に変更されていたが、1970年（昭和45年）から1975年（昭和50年）の解体修理の際、部材に残る痕跡を元に、創建当時の形に復元した。二重と三重の高欄（手すり）も解体修理時の復元である。

## 境内

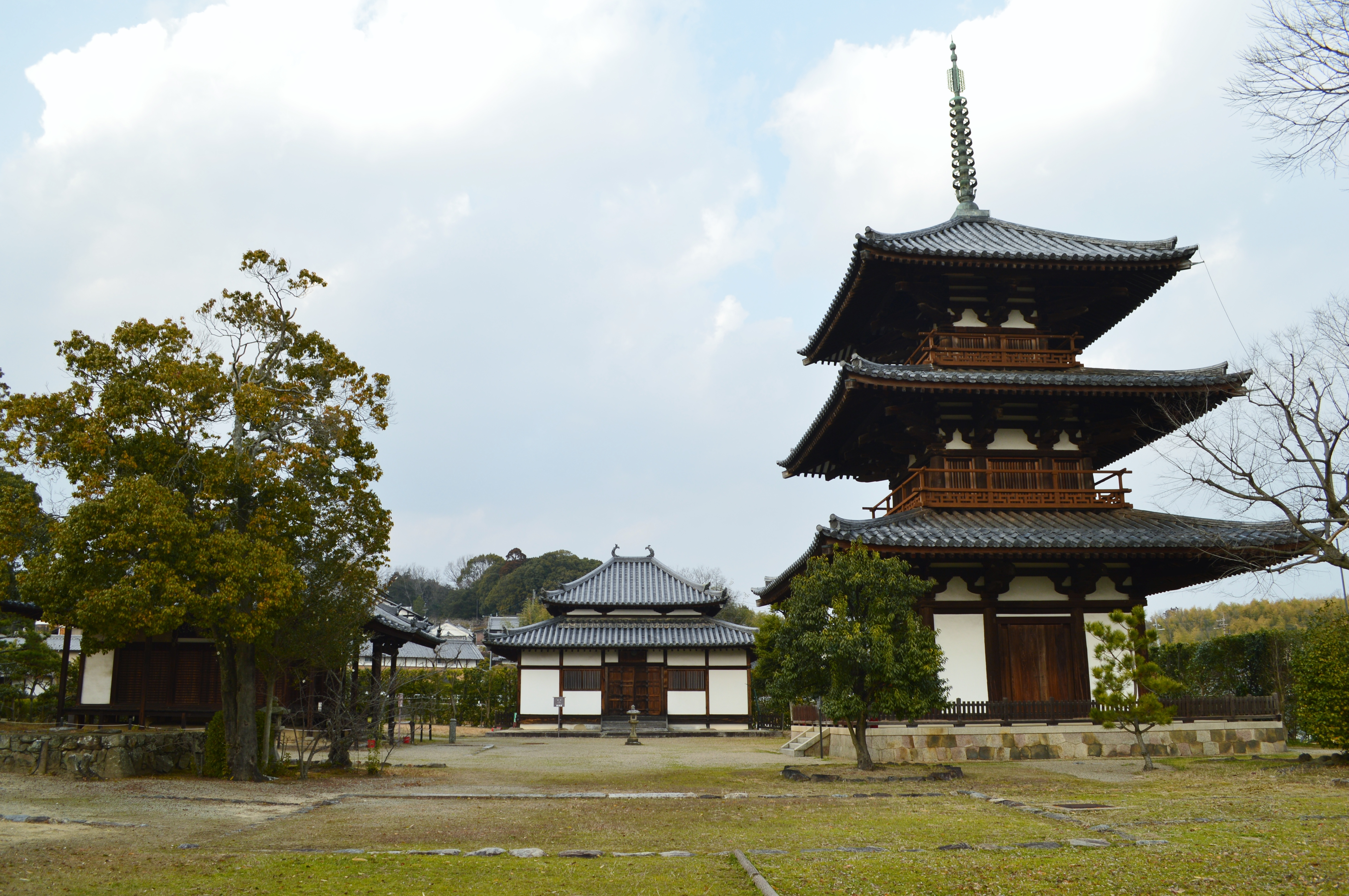
伽藍（法起寺式伽藍配置を呈する）

- 講堂（本堂・観音堂） - 元禄7年（1694年）3月再建。
- 三重塔（国宝） - 慶雲3年（706年）建立。解説は既述。
- 聖天堂 - 金堂跡に文久3年（1863年）に再建。
- 鐘楼跡 - 基壇が残る。
- 池
- 南大門 - 江戸時代初期の再建、四脚門。
- 収蔵庫
- 庫裏
- 西門（表門）

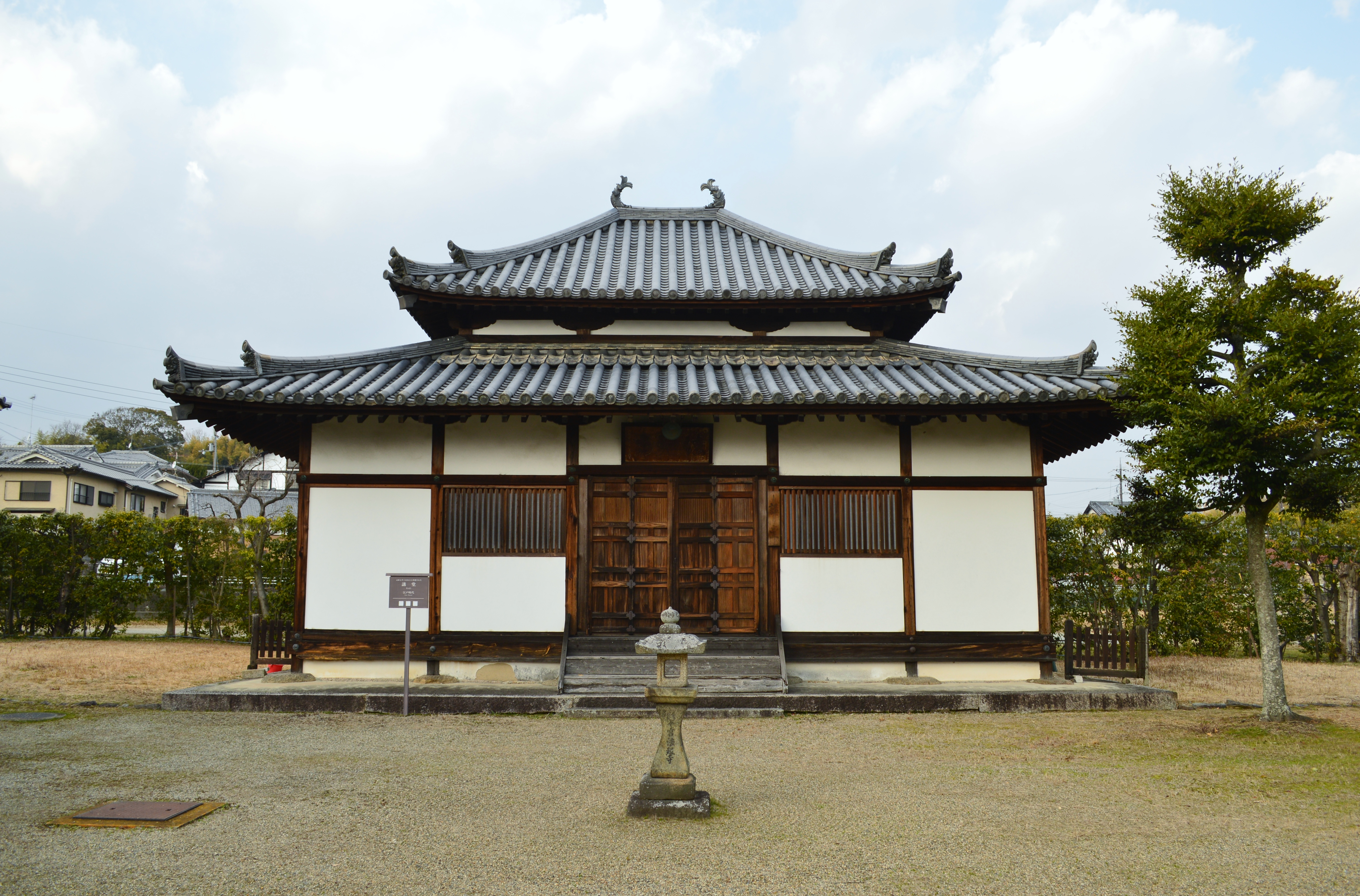
講堂
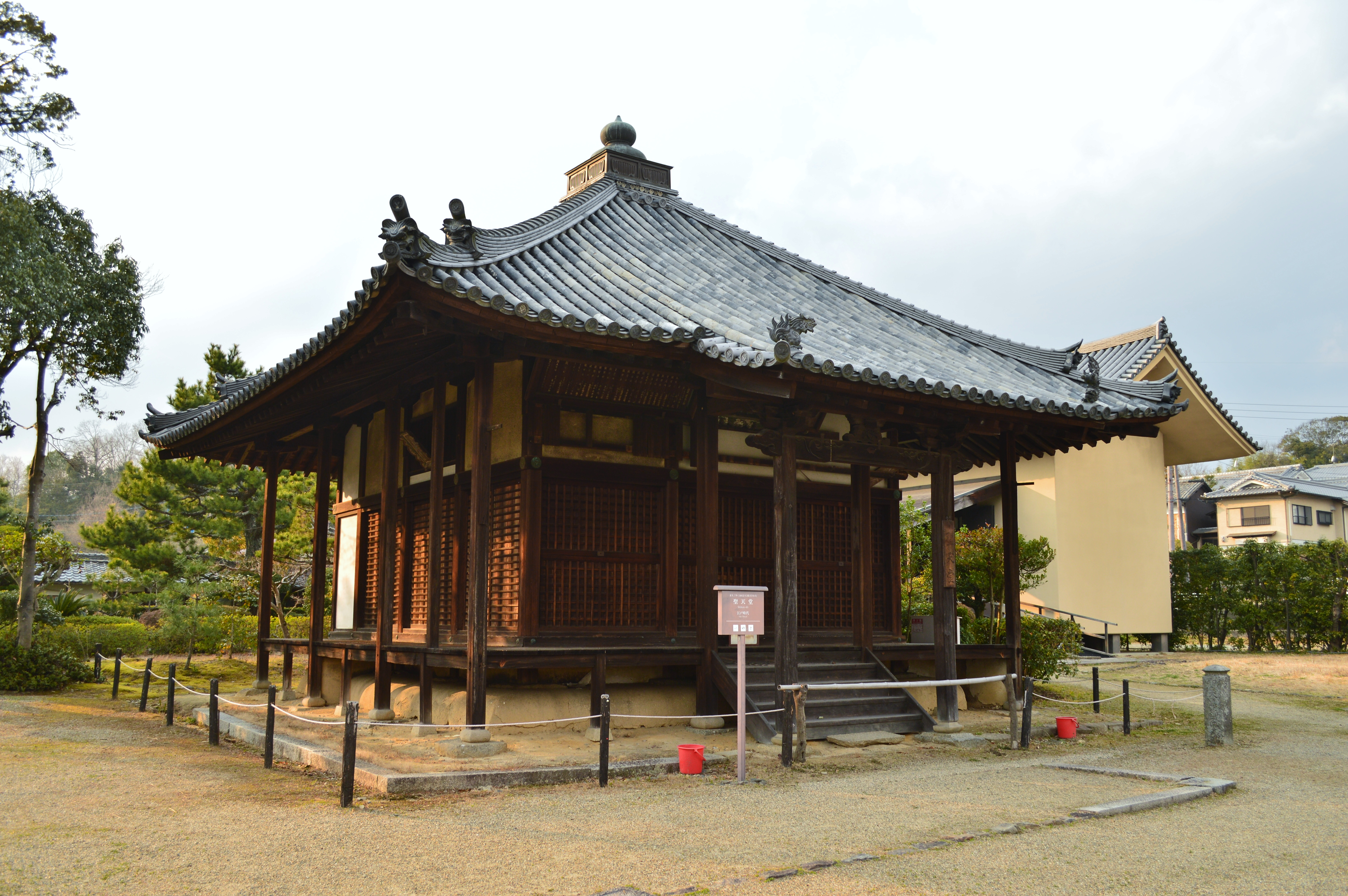
聖天堂（金堂跡）
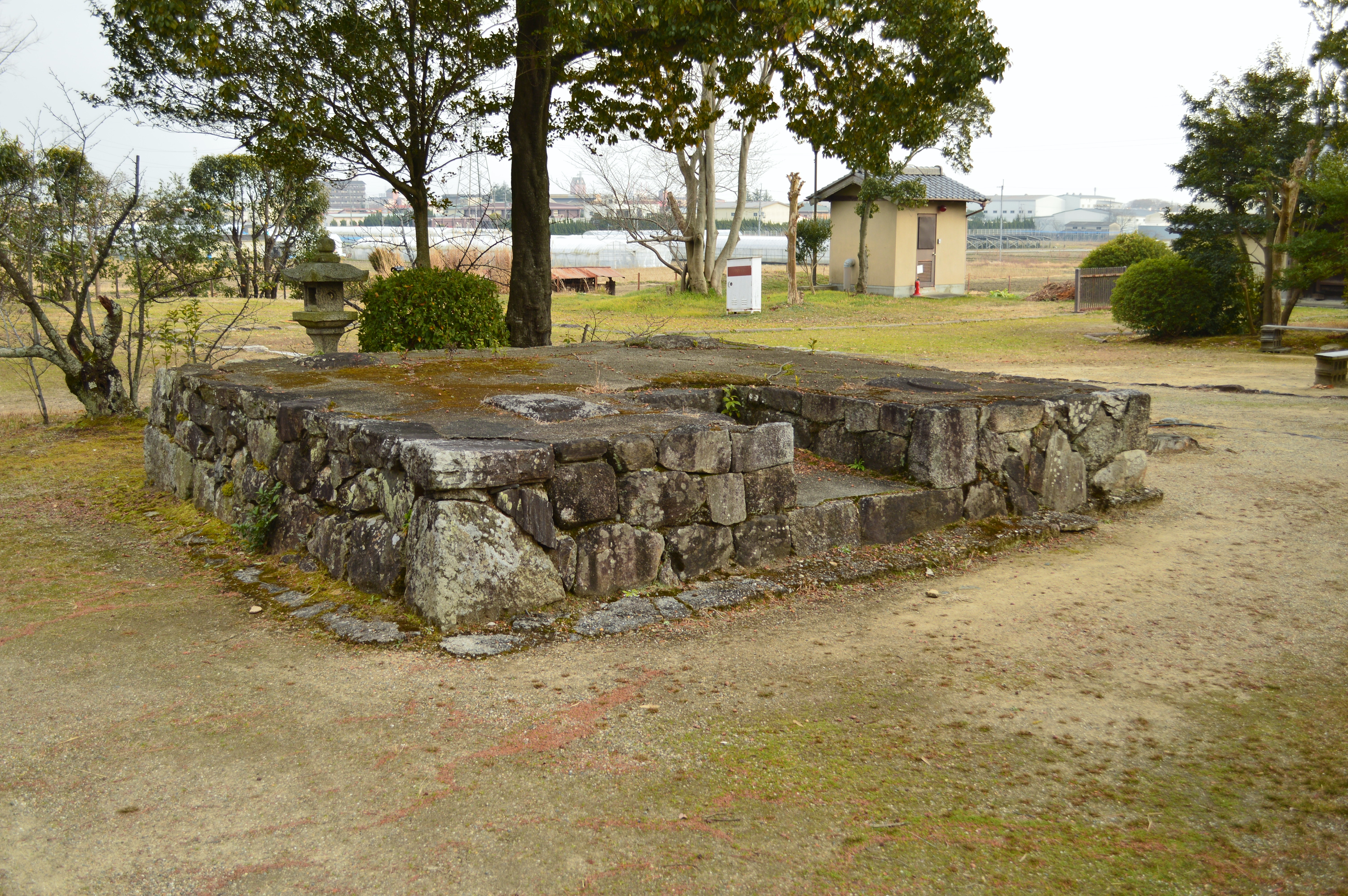
鐘楼跡
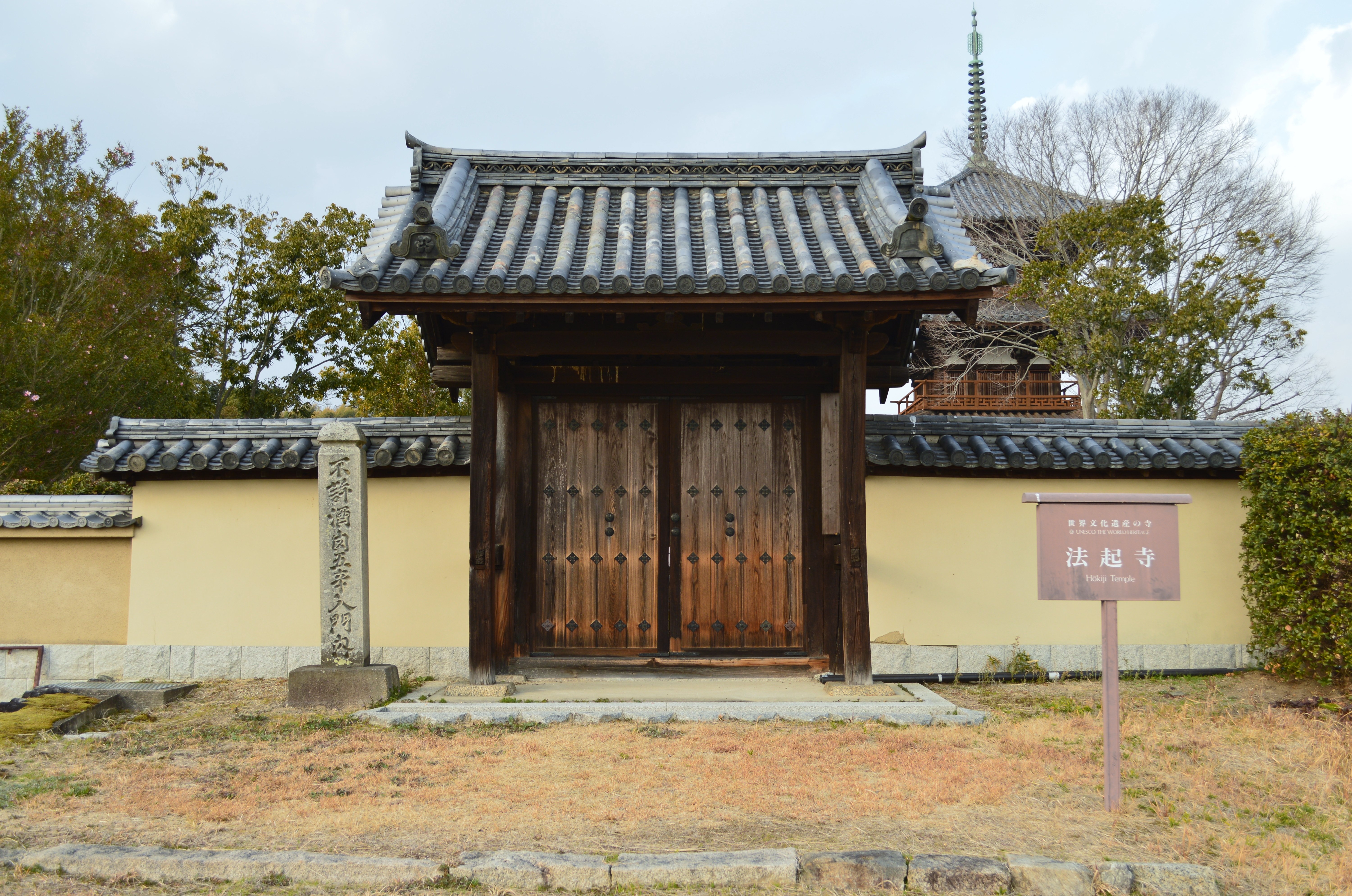
南大門
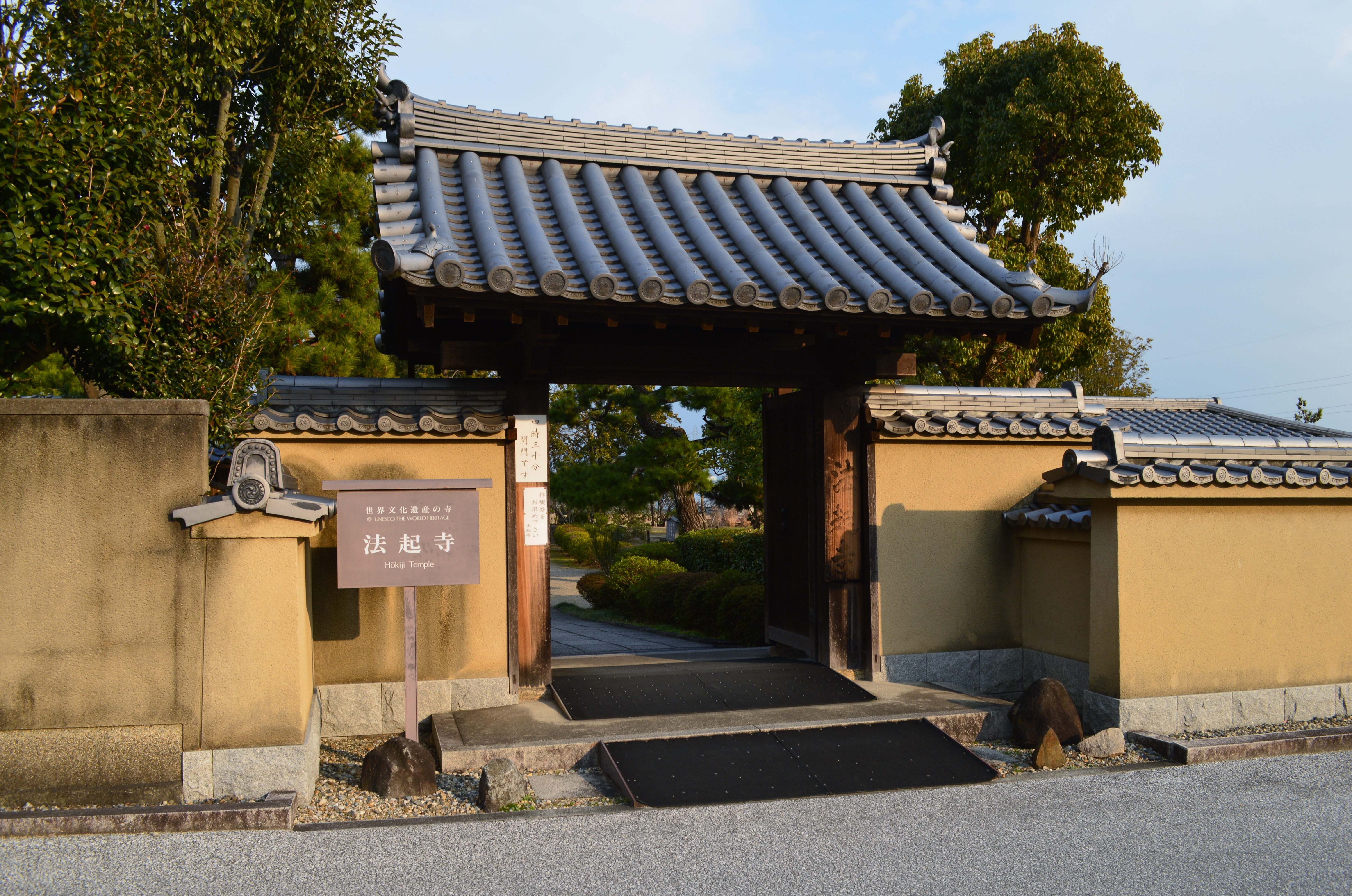
西門

## 文化財

### 国宝
- 三重塔

### 重要文化財
- 木造十一面観音立像 - 収蔵庫に安置。像高3.5メートル。10世紀後半の作とされる。
- 銅造菩薩立像 - 像高20センチメートル。7世紀後半の作とされる。奈良国立博物館寄託。

### 国指定史跡
- 法起寺境内

### その他
奈良国立博物館蔵の絹本著色十一面観音像（平安時代、国宝）は法起寺旧蔵とされる。

## 前後の札所
聖徳太子霊跡
16 法輪寺　-　17 法起寺　-　18 成福寺（廃寺）
大和北部八十八ヶ所霊場
51 法隆寺西堂　-　52 法起寺　-　53 法輪寺

## 所在地
- 〒636-0100 奈良県生駒郡斑鳩町大字岡本1873番地

## アクセス
- JR法隆寺駅下車、北東へ2.5km または奈良交通バス（81系統）8分「法起寺前」下車すぐ（土・日曜のみ）
- 近鉄郡山駅から奈良交通バス（50・97系統）18分「法起寺前」下車すぐ